# Carlos Almaraz
Carlos Almaraz (Ciudad de México, 5 de octubre de 1941- Los Ángeles, 11 de diciembre de 1989) fue un artista méxico-americano y pionero del movimiento artístico chicano. Fue uno de los fundadores del Centro de Arte Público (1977-1979), una organización artística chicana en Highland Park, Los Ángeles.

## Biografía y carrera artística

### Primeros años
Almaraz nació el 5 de octubre de 1941 en la Ciudad de México, México, de sus padres Roe y Rudolph Almaraz. Su familia se mudó cuando era niño y se estableció en Chicago, Illinois, donde su padre fue dueño de un restaurante durante cinco años y trabajó en las acerías de Gary durante cuatro más. El barrio donde se criaron Almaraz y sus hermanos Rudolph Jr. y Ricky era multicultural, lo que le llevó a apreciar el crisol de culturas estadounidense. Durante su juventud en Chicago, la familia viajó con frecuencia a la Ciudad de México, donde Almaraz afirma haber tenido su primera impresión del arte, que fue a la vez aterradora y absolutamente mágica; en otras palabras, "sublime". 
Cuando Almaraz tenía nueve años, su familia se mudó a Los Ángeles por recomendación médica de su padre, quien debía buscar un clima cálido para aliviar su reumatismo, y también por problemas familiares. Primero se establecieron en Wilmington y luego en la entonces rural Chatsworth, donde vivieron en viviendas comunales con otros mexicanos. La familia se mudó después a Beverly Hills y, posteriormente, al barrio del Este de Los Ángeles. El interés de Almaraz por las artes, que nació en Chicago, floreció después de que su familia se mudara a California, y la sensación de movilidad que desarrolló después de tantas mudanzas le permitió conectar con los trabajadores agrícolas migrantes y sus hijos.
Se graduó de la Escuela Preparatoria Garfield en 1959 y asistió al Los Angeles City College, donde estudió con David Ramírez, y cursó clases de verano en la Universidad Loyola Marymount. Loyola le ofreció una beca completa, pero la rechazó en protesta por el apoyo de la universidad a la guerra de Vietnam y abandonó por completo la fe católica. Asistió a la Universidad Estatal de California en Los Ángeles (CalState LA), donde entabló amistad con Frank Romero.
La estructura del departamento de arte de CalState LA lo desanimó. Almaraz comenzó a asistir a cursos nocturnos en el Otis College of Art and Design (entonces conocido como Otis Art Institute), con Joe Mugnaini como maestro. En 1974, obtuvo un máster en Bellas Artes del Otis College of Art and Design.
Almaraz estudió artes en la Universidad de California en Los Ángeles (UCLA).